# 21611 Rosoff
A 21611 Rosoff (ideiglenes jelöléssel 1999 JV50) a Naprendszer kisbolygóövében található aszteroida. A LINEAR projekt keretében fedezték fel 1999. május 10-én.